# Nicolò Pervé
Nicolò Pervé (fl. XVI secolo) è stato un organista e compositore francese.

## Biografia
Quasi nulla si sa sul Pervé, se non che fu maestro di cappella presso la Basilica di Santa Maria Maggiore in Roma nell'anno 1581, posto che aveva ottenuto nel 1578 succedendo ad Orazio Caccini.